# Benson & Hedges Centennial Open 1994
L'Heineken Open 1994  è stato un torneo di tennis giocato sul cemento.
È stata la 38ª edizione dell'Heineken Open,che fa parte della categoria World Series nell'ambito dell'ATP Tour 1994.
Si è giocato all'ASB Tennis Centre di Auckland in Nuova Zelanda, dal 10 al 17 gennaio 1994.

## Campioni

### Singolare
Magnus Gustafsson ha battuto in finale  Patrick McEnroe con il punteggio di 6–4, 6–0

### Doppio
Patrick McEnroe /  Jared Palmer hanno battuto in finale  Grant Connell /  Patrick Galbraith con il punteggio di 6–2, 4–6, 6–4